# Prefettura di Shimane
Shimane (島根県?, Shimane-ken) è una prefettura giapponese con circa 750 000 abitanti, che si trova nella regione di Chūgoku, sull'isola di Honshū. Il suo capoluogo è Matsue.
Confina con le prefetture di Hiroshima, Tottori e Yamaguchi. Fino al 1º ottobre 2011 ne ha fatto parte anche il distretto di Hikawa, da tale data inglobato nell'attuale prefettura.